# Georges Lemaître
Monsignor Georges Henri Joseph Éduard Lemaître, belgijski teolog, astronom in matematik, * 17. julij 1894, Charleroi, Belgija, † 20. junij 1966, Louvain, Belgija.

## Življenje in delo
Lemaître je po študiju humanističnih ved na jezuitski šoli začel študirati stavbarstvo na Katoliški univerzi v Louvainu. Leta 1914 na začetku 1. svetovne vojne je študij odložil in se prostovoljno javil v belgijsko vojsko. Na koncu vojne je prejel vojaški križec.
Po vojni je začel študirati fiziko in matematiko in se pripravljal za duhovniški poklic. Doktoriral je leta 1920 z nalogo Aproksimacija funkcij več realnih spremenljivk (l'Approximation des fonctions de plusieurs variables réelles) pod La Vallée Poussinovim mentorstvom.
Leta 1923 je obiskal Univerzo v Cambridgeu, kjer ga je Eddington uvedel v sodobno zvezdno astronomijo in numerično analizo. Naslednje leto je obiskal Observatorij Kolidža Harvard, kjer je Shapley raziskoval meglice. Na Tehnološkem inštitutu Massachusettsa je zaprosil za overitev svojega doktorata znanosti.
Leta 1925 je postal profesor na Univerzi v Louvainu. Izdelal je kozmološko teorijo o praeksploziji Vesolja. Imenoval jo je 'domneva prvobitnega atoma'. Einstein je verjel v model mirujočega stanja Vesolja. Lemaître je imel kozmične žarke za ostanke tega dogodka. Danes se ve, da izvirajo iz krajevne Galaksije. Ocenil je starost Vesolja na 10 do 20 milijard let, kar se sklada s sodobnimi spoznanji.

## Priznanja
- vojaški križec (MC)

Leta 1934 je prejel Francquijevo nagrado, leta 1953 pa kot prvi Eddingtonovo medaljo Kraljeve astronomske družbe iz Londona.

### Poimenovanja
Po njem se imenuje udarni krater Lemaître na južni polobli na Lunini oddaljeni strani.